# Tersilochus nitidipleuris
Tersilochus nitidipleuris là một loài tò vò trong họ Ichneumonidae.